# Chinasat 1
O Chinasat 1, também conhecido por Dong Fang Hong-2A 2 (DFH-2A 2), Shiyan Tongbu Tongxing Weixing 2 (STTW-2) e Zhongxing 1 (ZX-1), foi um satélite de comunicação militar geoestacionário chinês que foi baseado na plataforma DFH-2 Bus.

## Lançamento
O satélite foi lançado com sucesso ao espaço no dia 07 de março de 1988, por meio de um veiculo Longa Marcha 3 lançado a partir do Centro Espacial de Xichang, na China. Ele tinha uma massa de lançamento de 900 kg.